# Charles Lennox Richardson
 (juin 2017).
Si vous disposez d'ouvrages ou d'articles de référence ou si vous connaissez des sites web de qualité traitant du thème abordé ici, merci de compléter l'article en donnant les références utiles à sa vérifiabilité et en les liant à la section « Notes et références ».
Pour les articles homonymes, voir Richardson.
Charles Lennox Richardson (16 avril 1834 - 14 septembre 1862) était un marchand anglais basé à Shanghai et qui a été tué au Japon pendant l'incident de Namamugi. Son nom est correctement orthographié comme « Charles Lenox Richardson », conformément aux documents de famille et de recensement.

## Biographie
Richardson est né à Londres en 1834. Il partit à Shanghai en 1853 pour essayer de faire fortune dans le commerce avec la Chine. En 1862, Richardson annonca qu'il se retirait du monde des affaires et était en route pour rentrer en Angleterre avec sa fortune, lorsqu'il s'arrêta dans le port de Yokohama. Il y rencontra un vieil ami de Shanghai, Woodthorpe Charles Clarke. Accompagné de ce dernier et de deux autres amis marchands, William Marshall et sa sœur, Margaret Watson Borradaile, il fit une escapade touristique au temple de Kawasaki Daishi à Kanagawa. Sur la route de Tōkaidō, près du village de Namamugi (aujourd'hui dans l'arrondissement de Tsurumi-ku à Yokohama), ils croisèrent la caravane de Shimazu Hisamitsu, régent du clan de Satsuma. Ils s'approchèrent trop près du palanquin de Shimazu, et les gardes du corps intervinrent. Mlle Borradaile s'en sortit indemne, Marshall et Clarke furent gravement blessés et Richardson fut tué. Ce fait fut appelé plus tard incident de Namamugi par les Occidentaux et 生麦事件 (Namamugi Jiken) par les Japonais. À la suite de cet incident eut lieu le bombardement de Kagoshima car Shimazu refusait de céder aux exigences des Britanniques, qui étaient de présenter des excuses et de payer une réparation de 100 000 livres.
La tombe de Richardson est située au Cimetière des étrangers à Yokohama entre celles de Clarke et de Marshall.